# Dimos Tilos
Dimos Tilos (Tilos) är en kommun i Grekland.   Den ligger i prefekturen Nomós Dodekanísou och regionen Sydegeiska öarna, i den sydöstra delen av landet, 400 km sydost om huvudstaden Aten. Antalet invånare är 521. Dimos Tilos ligger på ön Tilos.